# Alypia quadriguttalis
Alypia quadriguttalis är en fjärilsart som beskrevs av Jacob Hübner 1826. Alypia quadriguttalis ingår i släktet Alypia och familjen nattflyn. Inga underarter finns listade i Catalogue of Life.